# Madame de Sévigné
Marie de Rabutin-Chantal, marchesa de Sévigné (Parigi, 5 febbraio 1626 – Grignan, 17 aprile 1696), è stata una scrittrice francese.
È famosa per la sua ricca corrispondenza privata, composta da oltre mille lettere. In queste lettere, molte indirizzate alla figlia, Madame de Sévigné, racconta della vita alla corte e degli avvenimenti più importanti del suo tempo, dando uno spaccato della società del XVII secolo.

## Biografia
Marie de Rabutin-Chantal nacque a Parigi da un'antica famiglia borgognona: il padre, Celse Bénigne de Rabutin, barone de Chantal, era figlio di Jeanne de Chantal, amica di Francesco di Sales, che fu successivamente canonizzata; la madre fu Marie de Coulanges. Suo padre fu ucciso nel giugno 1627 nell'isola di Ré durante la guerra contro gli inglesi. La moglie gli sopravvisse di poco, cosicché Marie, rimasta orfana nel 1633, fu affidata ai nonni materni. Quando anche il nonno, Philippe de Coulanges, morì nel 1636, lo zio, Christophe de Coulanges, abate di Livry, divenne suo tutore e le procurò una buona educazione.
Marie sposò Henri, marchese de Sévigné, un nobile bretone benestante, il 4 agosto 1644, e risiedette con lui nel castello "Les Rochers" (in seguito chiamato Castello Rochers-Sévigné), presso Vitré, luogo che ora deve a lei la sua rinomanza. Ebbe una figlia, Françoise Marguerite, il 10 ottobre 1646 e un figlio, Charles, il 12 marzo 1648.
Il 4 febbraio 1651 Henri de Sévigné, a seguito di una questione con il cavaliere d'Albret su una certa signora di Gondran, si batté con lui, venendo mortalmente ferito. Rimasta vedova a soli ventisei anni, Marie non si risposò più; a novembre si stabilì a Parigi, trascorrendo però una parte dell'anno a "Les Rochers". A Parigi frequentò i salotti dell'aristocrazia, specialmente quello di Nicolas Fouquet, ministro delle finanze di Luigi XIV di Francia. Dopo il matrimonio della figlia, Madame de Sévigné intrattenne una spiritosa corrispondenza con l'amico cugino Roger de Bussy-Rabutin, con il quale però finì per litigare nel 1658.

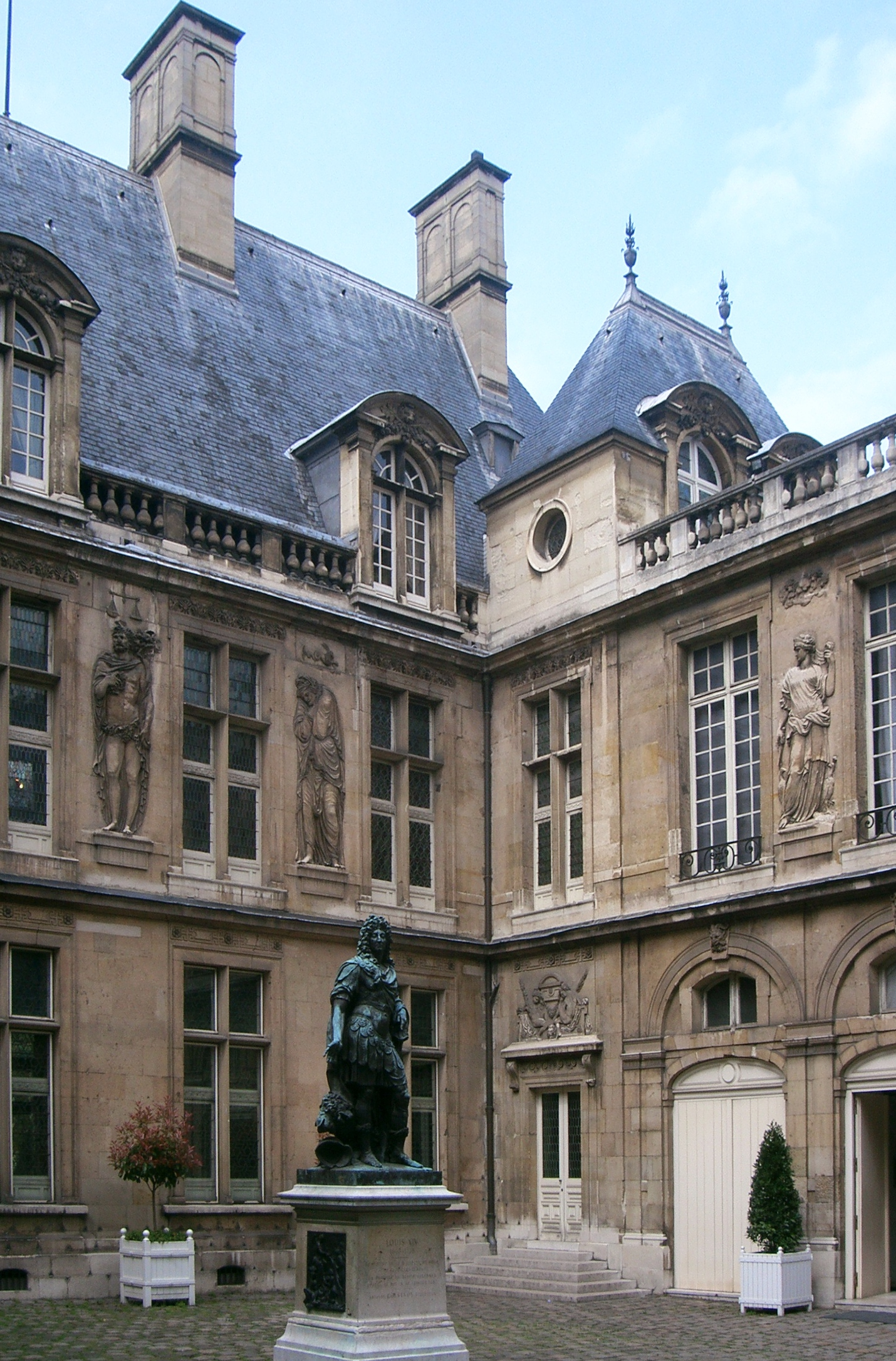
L'Hôtel Carnavalet

Françoise de Sévigné si sposò il 29 gennaio 1669 con François d'Adhémar, conte de Grignan della famiglia Adhémar de Monteil, cittadina della Provenza, il quale era già rimasto vedovo due volte. Pur preferendo vivere a Parigi, la coppia dovette risiedere a Grignan, essendo stato il conte nominato governatore di Provenza. Madame de Sévigné, molto legata alla figlia, intrattenne con lei per tutta la vita una corrispondenza, divenuta molto famosa; la prima lettera è datata 6 febbraio 1671. Dal 1673 quella corrispondenza, copiata e diffusa non si sa da chi, cominciò a circolare pubblicamente: Madame de Sévigné affermò tuttavia che quelle lettere erano in sostanza dei documenti pubblici e concesse loro libera circolazione.
Il 1676 fu un anno molto importante nella vita di Marie: per la prima volta si ammalò seriamente e non volle curarsi se non a Vichy. Le sue lettere da quella cittadina sono tra le sue migliori per l'insuperabile vivacità con la quale descrisse la vita quotidiana del suo tempo; anche il processo e l'esecuzione di Marie-Madeleine d'Aubray, avvenuta in quell'anno, furono oggetto delle sue lettere.
Nel 1677, nella sua fastosa residenza dell'Hôtel Carnavalet, ricevette la famiglia de Grignan, che lì rimase a lungo. Marie ritornò in Provenza nell'ottobre 1678 e l'anno dopo subì il dolore della perdita di La Rochefoucauld, il più eminente dei suoi corrispondenti e uno dei suoi amici più intimi.
Il figlio Charles si sposò nel febbraio 1684 con una giovane nobile bretone, Jeanne Marguerite de Mauron: in quest'occasione, Madame de Sévigné divise i suoi beni con i figli. Cinque anni più tardi la Sévigné assistette a Saint-Cyr-l'École alla rappresentazione dell'Esther di Racine, circostanza da lei raccontata in alcune lettere.
Nel 1693 morirono il cugino Roger e Madame de La Fayette; l'anno dopo perse un'altra intima amica, Madame de Lavardin. Nel 1696, assistendo la figlia indisposta a Grignan, Madame de Sévigné contrasse una malattia, forse una polmonite, che contribuì a peggiorare il suo stato di salute, già assai precario per una patologia cronica (pare l'artrite reumatoide), portandola alla tomba il 17 aprile.

## Le lettere
La corrispondenza di Madame de Sévigné con la figlia Françoise de Grignan durò circa trent'anni, con una media di tre-quattro lettere spedite ogni settimana. Una prima edizione clandestina, nel 1725, comprese 28 lettere o estratti di lettera; seguirono altre due edizioni nel 1726. Pauline de Simiane, nipote di Marie, decise allora l'edizione ufficiale della corrispondenza della nonna, affidandone la cura a un editore di Aix-en-Provence, Denis-Marius Perrin, il quale pubblicò 614 lettere nel 1734-1737 e 772 nel 1754. Le lettere furono selezionate, scartando quelle di argomento strettamente privato o di nessun valore letterario, e furono rimaneggiate per dar loro, secondo le istruzioni di Pauline, la lingua aggiornata al gusto del tempo.
Si pone dunque il problema della loro autenticità: sulle 1.120 lettere conosciute, soltanto il 15% derivano da lettere autografe, il cui originale fu distrutto dopo la pubblicazione. Nel 1873, una buona quantità di copie manoscritte tratte dalle autografe, fu ritrovata presso un antiquario, coprendo circa la metà di tutte le indirizzate da Madame de Sévigné alla figlia.

### Madame de Sévigné e la mondanità
La seconda metà del XVI secolo e la prima metà del XVII segnarono un rovesciamento dell'identità nobiliare francese. Privati di una serie di privilegi politici e sociali e avendo subito una forte crisi finanziaria, la nobiltà cercò una forma di rivalsa nel far valere la superiorità del suo lignaggio, salvaguardando insieme la propria identità di fronte alla corte per sfuggire alle mire assolutistiche di Richelieu e di Mazzarino. Il privilegio delle "buone maniere" fu un valore per quell'aristocrazia in crisi d'identità: far mostra di spirito, di naturalezza - come di nonchalance - e la ricerca dello svago, costituì per essa l'acquisizione di una certa forma di libertà.

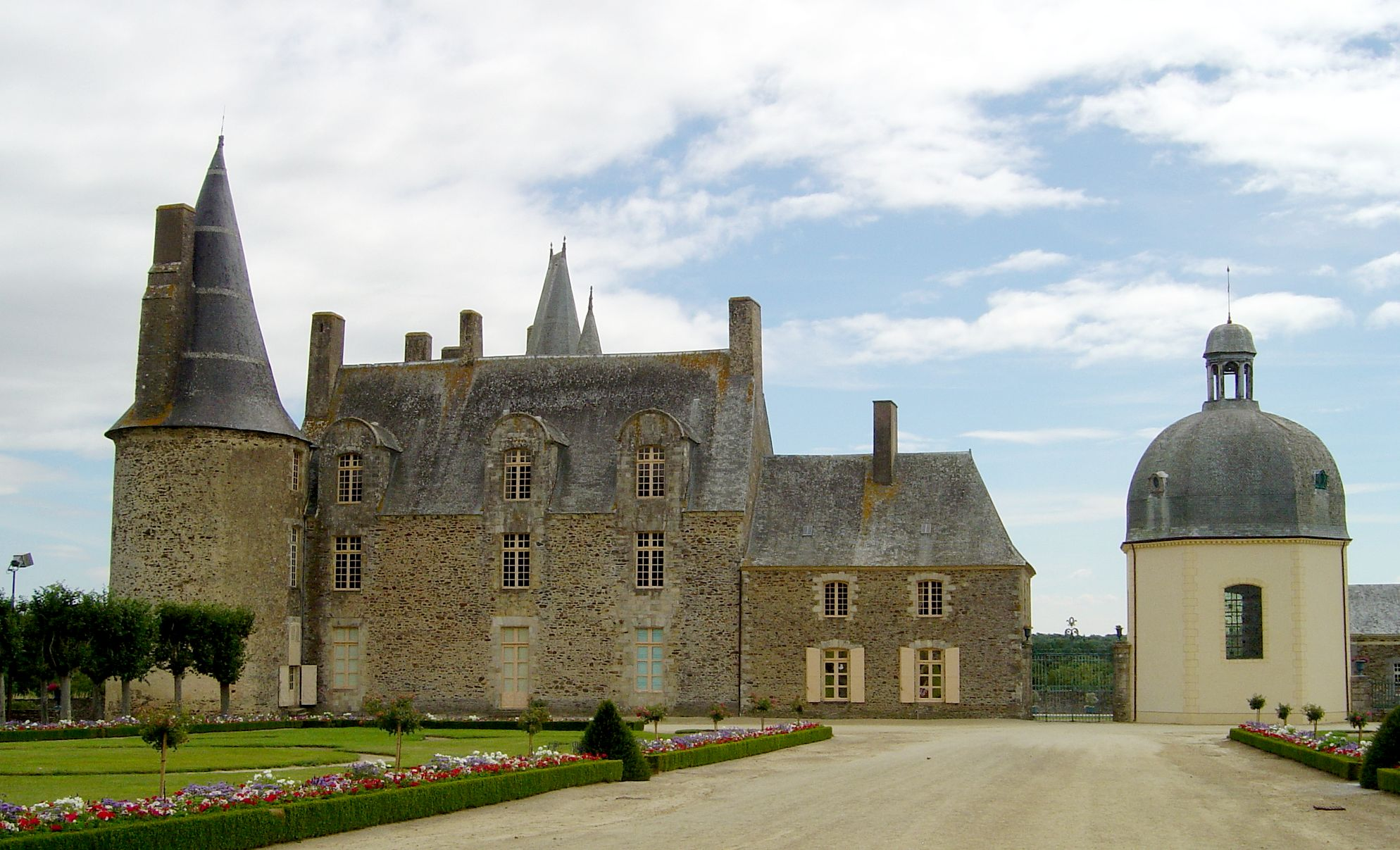
Il castello dei Rochers-Sévigné in Bretagna

Nella prima metà del XVII secolo, la letteratura - come anche i romanzi-fiume di Honoré d'Urfé e di Mademoiselle de Scudéry - esalta questi tratti della nobiltà e degli ambienti della mondanità. L'influenza proviene dall'Italia: il Cortegiano di Baldassarre Castiglione, il Galateo di Giovanni Della Casa e La civil conversazione di Stefano Guazzo ispirano la mondanità francese; Vincent Voiture, nelle sue poesie e nelle lettere, fu il primo a mettere in pratica nel salotto di Madame de Rambouillet le sue qualità di spirito e di galanteria, seguito da Antoine Gombaud, dal gesuita Dominique Bouhours, dall'abate Charles Cotin, o ancora da Mademoiselle de Scudéry, i quali hanno trascritto nelle loro opere - che sono una sorta di manuali - questo gusto di piacere, d'istruire e di divertire, rifiutando però tutto quel che riguarda lo studio serio e impegnato, perché quello sarebbe stato poco gradito.
Tutte queste nozioni di buon gusto si trovano nelle lettere di Madame de Sévigné, che si prende cura di ricordare orgogliosamente le proprie origini nobili. Non volle sottrarsi a questa diffusa estetica che le permetteva di mostrare tanto l'arroganza del lignaggio quanto il talento di narratrice e di scrittrice. Come le persone di mondo e i letterati che frequentavano i salotti dell'Hôtel de Rambouillet e che cercavano di conservare la propria indipendenza rispetto a una corte sempre più assolutista, Madame de Sévigné adottò quei principi estetici come una sorta di baluardo che la proteggesse dalle difficoltà dell'esistenza. Scherzando sulla morte degli altri e sulla sua, prendeva la distanza rispetto a un soggetto tanto temuto: la paura della dannazione. Cercando sempre di non annoiarsi, sembra evitare quel che Blaise Pascal preconizza nei suoi Pensieri: che il divertimento toglie l'uomo dalla sua misera condizione e lo distoglie dal guardare verso Dio, che è quanto Madame de Sévigné era incapace di fare.

### Qualità delle lettere
La forma dell'espressione nelle lettere era particolare nel XVII secolo. Se la nostra, moderna classificazione di «genere epistolare» non esisteva, vi era tuttavia tutta una serie di manuali che cercavano di codificare la lettera: l'esordio, la lunghezza, i complimenti, la formula finale, davano alla lettera poca personalità. Non era questo, però, il gusto delle lettere aristocratiche e mondane, le quali invece intendevano sottrarsi a quelle regole per accomodarle alle ambizioni letterarie nel quadro dei valori della nonchalance e dello svago.

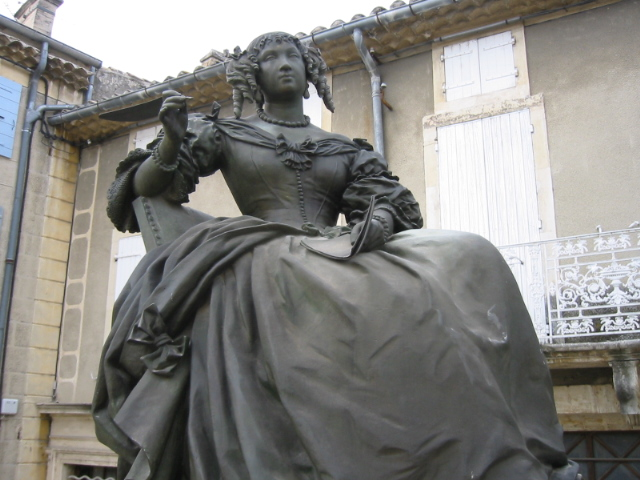
Monumento a Madame de Sévigné a Grignan

Madame de Sévigné si piegò alle convenzioni della lettera quando scriveva a persone di rango superiore ovvero quando voleva ricordare – alla figlia, soprattutto – di non trascurare di scrivere in circostanze particolari come una nascita, un matrimonio, una morte. Ma se Madame de Sévigné rispettò queste regole sociali, confessò anche «il piacere di parlare, pur da lontano, a chi s'ama, e la pesantezza di dover scrivere agli altri». In effetti, è soprattutto nelle lettere alla figlia, liberatasi dai cascami delle regole, che Madame de Sévigné può dispiegare tutto il talento della sua «penna che va come una stordita». Ma se il primo scopo della scrittura era comunicare con chi è assente, la lettera sostituiva presto la conversazione, divenendo un mezzo per apprezzare le qualità letterarie, non riservandosi al solo destinatario, venendo letta e commentata in un circolo di appassionati e di conoscitori dei bei giri di frase e dei tratti divertenti delle battute di spirito.
La qualità delle lettere di Madame de Sévigné ha un'altra caratteristica, cara alle persone dell'alta società: la varietà. Per non annoiare il lettore, la nostra scrittrice cambia rapidamente argomento. Si nota soprattutto nelle lettere indirizzate alla figlia, sapendo che in una corrispondenza così importante, il modo di raccontare e la varietà dei soggetti trattati erano indispensabili per la dinamica della relazione e per evitare qualunque caduta nella monotonia. Spesso il mutamento d'argomento avviene dopo un'avvertenza che la marchesa fa quando il soggetto si era prolungato «Non voglio spingere oltre questo capitolo», «Odio mortalmente parlarvi di questo; perché me ne parlate? la mia penna va come una stordita» o anche con un semplice «ma basta», scritto proprio in italiano.

### Le battute di spirito sulla religione
Le letture religiose della marchesa hanno alimentato tanto la sua spiritualità (era comunque nipote di santa Giovanna Francesca Frémiot de Chantal) quanto il suo senso dell'umorismo, dal momento che ella conservò sempre un atteggiamento molto libero nei confronti della religione. Si nota infatti, da parte sua, una desacralizzazione del linguaggio religioso. Per esempio, ella esprime i suoi sentimenti alla figlia in una forma che richiama il canone della messa: «Noi vi amiamo in voi e per voi e attraverso voi». Si serve del lessico agostiniano in situazioni profane: «Sono spaventata della predestinazione di questo signor Desbrosses», dove «prédestination» è in realtà usato come sinonimo di «destino». La marchesa utilizza ugualmente il lessico che oppone giansenisti e gesuiti nella questione della grazia allo scopo di realizzare un divertente gioco di parole: «Il signor Nicole è divino. Veramente, dev'essere che egli si aiuta con la grazia sufficiente, che non è sufficiente, ma per me è sufficiente perché essa è la grazia efficace detta con altre parole».
Alcune sue immagini mischiano passaggi biblici e rappresentazioni romanzesche. Per esempio, stuzzica Madame de Grignan nella prospettiva che il bambino che sta per partorire possa essere una femmina: «Potrei aiutarvi a esporlo nel Rodano dentro un piccolo paniere di giunco, così poi prenderà riva in qualche regno dove la sua bellezza diventerà il soggetto di un romanzo». Ironizza con immagini evangeliche: «Il mio regno comincia a non essere più di questo mondo» e mette in parodia l'implorazione biblica «abbiate pietà di me». Scrive alla figlia che «M. de La Rochefoucauld vi comunica di avere un certo apostolo che corre attaccato alla sua costola», alludendo ad Eva e alla moglie. La marchesa si burla della devozione delle principesse de Conti e de Longueville chiamandole «le Madri della Chiesa», così come di un'impotenza momentanea del figlio Charles: «Ero rapita all'idea che egli fosse punito là dove aveva peccato».

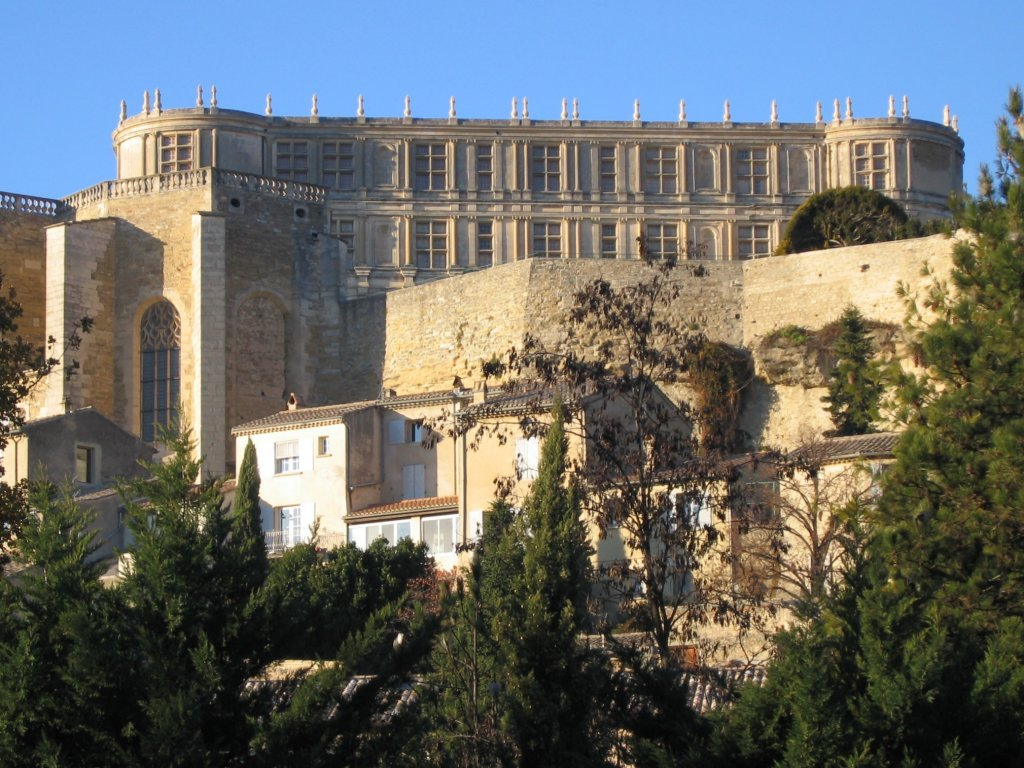
Il castello di Grignan nel Drôme

Altri giri di frase della marchesa diretti alla figlia mostrano la parodia di espressioni mistiche, come «La tramontana di Grignan [...] mi fa male al vostro petto» o «Mio Dio, ragazza mia, quanto mi pesa il vostro ventre», durante la gravidanza della figlia, o ancora: «Deve far caldo a Aix, [...] ne soffoco», fingendo di assumere su di sé il dolore degli altri. Madame de Sévigné utilizza anche i vocaboli della morale cristiana in questioni del tutto profane: "Ho comprato, per farmi una veste da camera, una stoffa come quella che avete voi per la vostra ultima sottana. È ammirevole. C'è un po' di verde, ma domina il viola, insomma, ho dovuto soccombere. Si voleva farmela foderare di color fuoco, ma ho trovato che sarebbe apparsa, da parte mia, un'impenitenza finale. Il di sopra è fragilità pura, ma il disotto sarebbe stata una volontà determinata che mi è sembrata contro tutti i buoni costumi, e allora mi son gettata nel taffettà bianco».
L'arte epistolare della marchesa trova un perfetto esempio in queste considerazioni frivole, come l'acquisto di una stoffa, maneggiando alla perfezione un vocabolario religioso per provocare a contrasto un effetto comico. Gli esempi al riguardo sarebbero numerosi e dimostrano la sua disinvoltura nelle questioni di religione. Eppure a Madame de Sévigné piacevano particolarmente gli autori e il pensiero dei giansenisti ma il suo atteggiamento appare del tutto incompatibile con quelle austere dottrine: una tale ambiguità ci fa interrogare sulla sua reale posizione a questo riguardo.

## Cinematografia
- Nel film di Sacha Guitry  del 1954 Si Versailles m'était conté..., è interpretata da Jeanne Boitel.
- Nel telefilm di Jacques Cornet del 1979 Claude Jade lit Madame de Sévigné, è interpretata da Claude Jade.
- Nel film di Isabelle Brocard del 2023 Madame de Sévigné, è interpretata da Karin Viard.